# Купола
Купола (од лат. cop(u)la преко итал.  — „свезак”) је полулоптасти извод изнад просторије, која има основу кружнице или квадрата. То је основни сферни лук који је стваран од дела кугле или друге ротационе површине изнад квадратног или многоугаоног полигона као основе. Употребљавала се углавном у римској архитектури, ренесанси и бароку као и византијској и исламској архитектури.

## Терминологија
Купола је заобљени свод направљен од закривљених сегмената или љуске револуције, што значи да је лук ротиран око своје централне вертикалне осе. Кориштена терминологија је била предмет контроверзе, са неконзистентношћу између научника и чак унутар појединачних текстова, али се термин „купола“ може сматрати „свеобухватном речју за опис хемисферичког или сличног распонског елемента“.
Понекад звани „лажне“ куполе, корбел куполе остварују њихов облик продуживањем сваког хоризонталног слоја камена мало даље од доњег док се не састану на врху. „Лажна“ купола се такође може односити на дрвене куполе. „Истинским“ куполама се сматрају оне чије структуре су у стању компресије, са конститутивним елементима у облику клинастог камења (voussoir), чији састави су поравнати са централном тачком. Валидност тога је нејасна, пошто су куполе изграђене испод земље корбелним камењем исто тако под компресијом од окружујућег земљишта.
Као код лукова, „основа“ купола је ниво од кога се купола подиже. Врх куполе је „круна“. Унутрашња страна куполе се назива „интрадос“ а спољашња страна се назива „екстрадос“. „Лучни крак“ је део лука који лежи око половине растојања између основе и врха.
Тамбури су цилиндрични или полигонални зидови са прозорима који подржавају куполу или без њих. Лантерна је еквивалентна структура преко окулуса куполе, која подржава куполу.

## Карактеристике

### Унутрашње силе
Зидна купола производи потиске надоле и споља. Они се разматрају у смислу две врсте сила под правим угловима једне од друге. Меридионалне силе (попут меридијана, или линије лонгитуде на глобусу) су само компресивне и повећавају се према базама, док су обручне силе (као линије латитуда на глобусу) компресивне само на врху и напете у основи, при чему се транзиција у хемисферичкој куполи појављује под углом од 51,8 степени од врха. Притисци који ствара купола су директно пропорционални тежини његових материјала. Утемељене хемисферичне куполе стварају знатне хоризонталне потиске у њиховим лучним крацима.
За разлику од клинастих лукова, који захтевају подршку за сваки елемент док се завршни камен не успостави, куполе су стабилне током конструкције, пошто је сваки ниво комплетан и самоносиви прстен. Гроња порција зидане куполе је увек под компресијом и латерално је подржана, тако да не колапсира изузев као цела јединица и низ одступања од идеала у овој површној горњој капи су једнако стабилни. Пошто клинасте куполе имају латералну подршку, оне могу да буду тање од кореспондирајућих лукова истог распона. На пример, хемисферична купола може да буде 2,5 пута тања од семикружног лука, а купола са профилом еквилатералног лука може да буде још тања. Оптимални облик зидане куполе униформне дебљине је обрнута катемптотна крива, слична кривој параболе. Овај облик омогућава перфектну компресију, без напонских или савијајући сила да ослабљују структуру. Шиљати профили многих готских купола се више приближавају овом оптималном облику него хемисфере, које су биле преферентне у римској и византијској архитектури пошто се круз сматрао перфектном формом. Додавање тежине на врх зашиљене куполе, као што је тешка купола Фирентинске катедрале, мења оптимални облик да савршено одговара стварном зашиљеном облику куполе.
Потисци ка спољашњости у доњем делу хемисферичне зидане куполе могу се неутралисати коришћењем ланаца уграђених око обима или са спољним подупирачем, иако је појава пукотина дуж меридијана природна. За мале и високе куполе са малим хоризонталним потиском, дебљина подржавајућих лукова или зидова може да буде довољна да спрече деформације, из ког разлога су тамбури обично знатно дебљи неко куполе које носе.

## Типологија
Излазна тачка форме куполе је половина површине кугле као геометријског елемента. Ако је купола виша можемо је сматрати за елиптичку - продужену, а ако је ниска за притиснуту. У свом горњем делу може бити затворена или отворена и имати окулус на који се често надовезује лантерна која служи за осветљавање куполе, а могу се појавити и овални или кружни отвори на њој за осветљење. Купола може бити ојачана ребрима која могу бити са унутрашње стране и са лица. Ако је конструисана над квадратном основом, прелаз од квадрата ка кружним облицима може бити са пандантифима или помоћу тромпи. Између пандантифа и куполе може се налазити тамбур који по правилу има отворе.
- Купола на пандантифима
- Купола на пандантифима са тамбуром

## Историја
Најједноставнији облици куполе срећу се код Ескима у иглуима, док је најстарија камена купола позната из праисторијског насеља на Кипру из 6000. године п. н. е. Куполу је употребљавала римска антика на Пантеону у Риму која је била до изградње куполе на Санта Марији дел Фиоре у Фиренци највећа купола уопште.
Изразито се купола употребљавала у византијској архитектури и исламској архитектури где је решено подизање куполе изнад квадратних основа. Даље су се куполе јако употребљавали у ренесансној и барокној архитектури али се јављају и у даљим архитектонским стиловима све до данашњих дана.

## Примери
Најпознатији примјери купола у свјетској архитектури су римски Пантеон, Аја Софија у Истанбулу те Базилика Светог Петра у Риму.
- 125. п. н. е.: Пантеон, Рим, Италија - Ø 43,3 м
- 547: Базилика Сан Витале, Равена, Италија- Ø 16 м
- 563: Аја Софија, Истанбул, Турска - Ø 31 м
- 1434: Санта Марија дел Фјоре, Фиренца, Италија- Ø 45 м
- 1593: Базилика Светог Петра, Рим, Италија — Ø 42.34 м
- 1708: Катедрала Светог Павла, Лондон, Енглеска — Ø 34 м
- 1737: Карлскирхе, Беч - Ø 25 м
- 1743: Фрауенкирхе, Дрезден, Немачка — Ø 26,15 м
- 1929: Гросмарктхале, Лајпциг, Немачка — Ø 66 м
- 2000: Еден проџект, Корнвол, Енглеска — Ø 125 м